# Val-de-Charmey
Val-de-Charmey – gmina (fr. commune; niem. Gemeinde) w Szwajcarii, w kantonie Fryburg, w okręgu Gruyère. Powstała 1 stycznia 2014 z połączenia gmin Cerniat i Charmey.

## Demografia
W Val-de-Charmey mieszka 2620 osób. W 2020 roku 17% populacji gminy stanowiły osoby urodzone poza Szwajcarią.

## Transport
Przez teren gminy przebiega droga główna nr 189.